# غریبه (فیلم ۱۳۵۱)
غریبه، فیلمی به کارگردانی شاپور قریب و نویسندگی حسن رفیعی ساختهٔ سال ۱۳۵۱ و فیلم‌برداری‌شده در شهر شوشتر است.

## موضوع فیلم
قاسم (بهروز وثوقی) پس از مرخص شدن از زندان سراغ دوستش عباس (پرویز فنی زاده) به جنوب می‌رود. قاسم پس از درگیر شدن با مردی که مسبب دستگیری او بوده‌است با دختری به نام زری (نگار) روبرو می‌شود که دختر مرد متمولی است. قاسم که می‌داند پدر زری با ازدواج او و دخترش موافقت نخواهد کرد به کمک زن رختشوئی به نام اقدس (دیانا) با زری قرار می‌گذارند که شهر را ترک کنند. قاسم به کمک عباس با زری به طرف تهران می‌گریزند. در قهوه خانهٔ بین راه زری از تصمیم خود منصرف می‌شود و به قاسم اصرار می‌کند که او را به خانه اش بازگرداند. راننده ای به نام مهدی (احمد معینی) و قهوه چی به آنها بدگمان می‌شوند. قاسم در مرافعه ای آن دو را از پا درمی‌آورد و پس از رسیدن به تهران همراه زری در مسافرخانه ای ساکن می‌شوند. وقتی در روزنامه‌ها اعلان می‌شود که پلیس به جرم قتل و آدم ربائی در تعقیب قاسم است او محل اقامت خودرا به پلیس اطلاع می‌دهد، اما در آخرین لحظه از تصمیم خود منصرف می‌شود و موقع فرار به ضرب گلوله از پا درمی آید.

## بازیگران

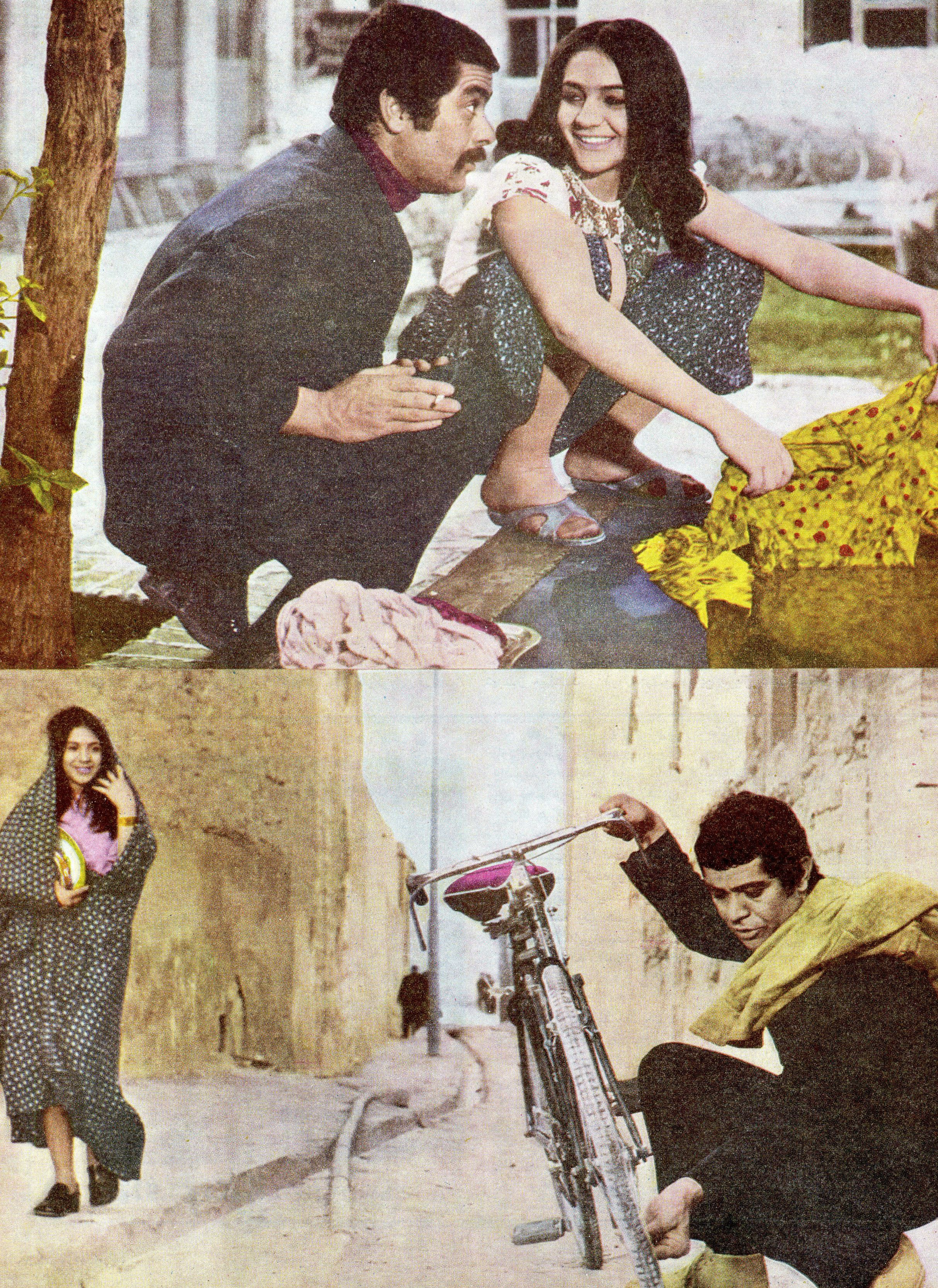
بهروز وثوقی و نگار در فیلم غریبه، پوستر منتشرشده در شمارهٔ ۳۹۶ مجلهٔ فیلم و هنر

- بهروز وثوقی
- نگار
- دیانا
- اکبر مشکین
- احمد معینی
- پرویز فنی‌زاده